# Дискография Гарри Стайлза
Дискография Гарри Стайлза, как сольного артиста, включает в себя три студийных альбома, один мини-альбом, один видеоальбом, двенадцать синглов, один промо сингл и девять видеоклипов.
Карьера Гарри в музыке началась в 2010 году группе One Direction в качестве одного из солистов. После объявления в 2016 году о бессрочном перерыве в работе группы, Стайл подписывает сольный контракт с лейблом Columbia. В 2017 году Гарри выпускает дебютный сольный сингл «Sign of the Times». Он занял первое место в британском чарте синглов UK Singles Chart и четвёртое место в американском чарте синглов Billboard Hot 100, а также возглавил чарт синглов в Австралии; «Sign of the Times» получил три платиновых сертификации от RIAA и четыре платиновых от ARIA. Через месяц, после релиза сингла, Гарри Стайлз выпускает одноименный студийный дебютный альбом, в который вошла песня «Sign of the Times». «Harry Styles» занял первое место в чартах в Австралии, Канаде, Великобритании и США, где получил платиновую сертификацию. Альбом стал одним из самых успешных релизов 2017 года, разойдясь тиражом более миллиона копий во всему миру. Также с альбома «Harry Styles» были выпущены синглы Two Ghosts и Kiwi.
В 2019 году вышел второй студийный альбом Гарри Стайлза «Fine Line». Его выходу предшествовали релизы двух синглов Lights Up (11 октября 2019) и Adore You (6 декабря 2019), которые смогли войти в топ-10 чартов синглов в нескольких странах, в том числе Великобритании и Австралии. «Fine Line», вышедший в декабре того же года, смог дебютировать на первом месте в американском чарте альбомов Billboard 200, зафиксировав самые высокие продажи альбома за первую неделю продаж в США для британского мужского исполнителя. Гарри стал первым британским исполнителем, чьи первые два альбома дебютировали с первого места в чарте Billboard 200. «Fine Line» был сертифицирован как платиновый в Великобритании от BPI и две платиновых сертификаций получил от RIAA. После выхода альбома, вышло ещё четыре сингла в поддержу его: Falling, Watermelon Sugar, Golden и Treat People with Kindness. Четвёртый сингл, «Watermelon Sugar», возглавил американский чарт синглов Billboard Hot 100, став первым синглом № 1 в США для Гарри, а также получил несколько мультиплатиновых сертификаций, в том числе пять платиновых сертификаций в Канаде.
Гарри Стайлз анонсировал выход своего третьего студийного альбома «Harry’s House» на 20 мая 2022 года. Первым синглом с альбома стала песня «As It Was», которая смогла дебютировать с первого места в чарте Billboard’s Hot 100.

## Альбомы

### Студийные альбомы
| Название      | Информация о релизе                                                                     | Лучшая позиция в чарте | Лучшая позиция в чарте | Лучшая позиция в чарте | Лучшая позиция в чарте | Лучшая позиция в чарте | Лучшая позиция в чарте | Лучшая позиция в чарте | Лучшая позиция в чарте | Лучшая позиция в чарте | Лучшая позиция в чарте | Продажи                                        | Сертификация |
| Название      | Информация о релизе                                                                     | UK                     | AUS                    | BEL (FL)               | CAN                    | IRE                    | ITA                    | NZ                     | SWE                    | SWI                    | US                     | Продажи                                        | Сертификация |
| ------------- | --------------------------------------------------------------------------------------- | ---------------------- | ---------------------- | ---------------------- | ---------------------- | ---------------------- | ---------------------- | ---------------------- | ---------------------- | ---------------------- | ---------------------- | ---------------------------------------------- | --- |
| Harry Styles  | - Дата релиза: 12 Мая 2017 - Лейбл: Columbia - Формат: DL, CD, LP, стриминг             | 1                      | 1                      | 1                      | 1                      | 1                      | 2                      | 2                      | 3                      | 3                      | 1                      | - UK: 300,216 - US: 386,000 - WORLD: 1,000,000 | - BPI: Platinum - ARIA: Platinum - BEA: Gold - FIMI: Platinum - GLF: Gold - IFPI SWI: Gold - MC: Platinum - RIAA: Platinum - RMNZ: Gold                           |
| Fine Line     | - Дата релиза: 13 Декабря 2019 - Лейб: Columbia - Формат: DL, CD, LP, стриминг, кассета | 2                      | 1                      | 1                      | 1                      | 1                      | 7                      | 1                      | 1                      | 6                      | 1                      | - UK: 545,880 - US: 1,000,000 - CAN: 70,000    | - BPI: 2× Platinum - ARIA: 2× Platinum - BEA: Gold - FIMI: 2× Platinum - GLF: Platinum - IFPI SWI: Gold - MC: 2× Platinum - RIAA: 3× Platinum - RMNZ: 3× Platinum |
| Harry's House | - Дата релиза: 20 Мая 2022 - Лейбл: Columbia - Формат: DL, CD, LP, стриминг, кассета    | 1                      | 1                      | 1                      | 1                      | 1                      | 1                      | 1                      | 1                      | 1                      | 1                      | - UK: 113,812 - US: 330,000                    | - BPI: Gold |

### Видеоальбомы
| Название                       | Информация о релизе                                             | Комментарий |
| ------------------------------ | --------------------------------------------------------------- | --- |
| Harry Styles: Behind the Album | - Дата релиза: 15 Мая 2017 - Лейбл: Columbia - Формат: Стриминг | - Эксклюзивный релиз для стримингового музыкального сервиса Apple Music. Это документальный фильм о создании дебютного альбома Гарри Стайлза длительностью 49 минут. The Performances версия включает в себя полноформатное живое выступление с альбомом «Harry Styles», записанное в студии Abbey Road Studios. |

### Мини-альбомы
| Название        | Информация о релизе                                                  | Комментарий |
| --------------- | -------------------------------------------------------------------- | --- |
| Spotify Singles | - Дата релиза: 27 Сентября 2017 - Лейбл: Columbia - Формат: Стриминг | - Двухтрековый EP, записанный специально для стримингового сервиса Spotify. Он состоит из живых исполнений песни «Two Ghosts» и кавера на сингл Girl Crush группы Little Big Town. |

## Синглы

### Как основной солист
| Название                                                           | Год  | Высшая позиция в чарте | Высшая позиция в чарте | Высшая позиция в чарте | Высшая позиция в чарте | Высшая позиция в чарте | Высшая позиция в чарте | Высшая позиция в чарте | Высшая позиция в чарте | Высшая позиция в чарте | Высшая позиция в чарте | Сертификация | Альбом        |
| Название                                                           | Год  | UK                     | AUS                    | BEL (FL)               | CAN                    | IRE                    | ITA                    | NZ                     | SWE                    | SWI                    | US                     | Сертификация | Альбом        |
| ------------------------------------------------------------------ | ---- | ---------------------- | ---------------------- | ---------------------- | ---------------------- | ---------------------- | ---------------------- | ---------------------- | ---------------------- | ---------------------- | ---------------------- | --- | ------------- |
| «Sign of the Times»                                                | 2017 | 1                      | 1                      | 8                      | 6                      | 6                      | 9                      | 6                      | 15                     | 4                      | 4                      | - BPI: 2× Platinum - ARIA: 4× Platinum - BEA: Platinum - FIMI: 2× Platinum - GLF: 2× Platinum - IFPI SWI: 2× Platinum - MC: 4× Platinum - RIAA: 4× Platinum - RMNZ: Gold | Harry Styles  |
| «Two Ghosts»                                                       | 2017 | 58                     | —                      | —                      | 91                     | 66                     | —                      | —                      | —                      | —                      | —                      | - BPI: Silver - ARIA: Gold - MC: Gold - RIAA: Gold | Harry Styles  |
| «Kiwi»                                                             | 2017 | 66                     | 92                     | 39                     | —                      | 72                     | —                      | —                      | —                      | —                      | —                      | - BPI: Gold - ARIA: Platinum - MC: Gold - RIAA: Platinum | Harry Styles  |
| «Lights Up»                                                        | 2019 | 3                      | 7                      | —                      | 14                     | 4                      | 37                     | 7                      | 15                     | 22                     | 17                     | - BPI: Platinum - ARIA: Platinum - FIMI: Gold - MC: Platinum - RIAA: Platinum - RMNZ: Gold                                                                               | Fine Line     |
| «Adore You»                                                        | 2019 | 7                      | 7                      | 12                     | 10                     | 4                      | 78                     | 6                      | 40                     | 35                     | 6                      | - BPI: 2× Platinum - ARIA: 5× Platinum - BEA: Gold - FIMI: Gold - IFPI SWI: Platinum - MC: 4× Platinum - RIAA: 4× Platinum - RMNZ: Platinum                              | Fine Line     |
| «Falling (Harry Styles song)»                                      | 2020 | 15                     | 35                     | —                      | 55                     | 22                     | —                      | 24                     | 81                     | 55                     | 62                     | - BPI: Platinum - ARIA: 3× Platinum - FIMI: Gold - MC: Platinum - RIAA: 2× Platinum - RMNZ: Gold                                                                         | Fine Line     |
| «Watermelon Sugar»                                                 | 2020 | 4                      | 5                      | 2                      | 3                      | 2                      | 21                     | 4                      | 9                      | 3                      | 1                      | - BPI: 3× Platinum - ARIA: 7× Platinum - BEA: Platinum - FIMI: 2× Platinum - IFPI SWI: 2× Platinum - MC: 5× Platinum - RIAA: 5× Platinum - RMNZ: 3× Platinum             | Fine Line     |
| «Golden»                                                           | 2020 | 26                     | 39                     | 37                     | 45                     | 23                     | 62                     | 40                     | 74                     | —                      | 57                     | - BPI: Platinum - ARIA: Platinum - FIMI: Platinum - MC: Gold - RIAA: Platinum                                                                                            | Fine Line     |
| «Treat People with Kindness»                                       | 2021 | —                      | —                      | 50                     | —                      | 73                     | —                      | —                      | —                      | —                      | —                      | - RIAA: Gold | Fine Line     |
| «Fine Line»                                                        | 2021 | —                      | —                      | 95                     | —                      | —                      | —                      | —                      | —                      | —                      | —                      | - BPI: Silver - RIAA: Gold | Fine Line     |
| «As It Was»                                                        | 2022 | 1                      | 1                      | 1                      | 1                      | 1                      | 3                      | 1                      | 1                      | 1                      | 1                      | - BPI: Gold - ARIA: Platinum - RMNZ: Gold - RIAA: Platinum - FIMI: Gold                                                                                                  | Harry’s House |
| «Late Night Talking»                                               | 2022 | 2                      | 2                      | 48                     | 3                      | 2                      | 25                     | 2                      | 9                      | 11                     | 4                      | | Harry’s House |
| «—» обозначение сингла не попавшего в чарт или не состоялся релиз. |      |                        |                        |                        |                        |                        |                        |                        |                        |                        |                        | |               |

### Промосинглы
| Название         | Год  | Высшая позиция в чарте | Высшая позиция в чарте | Высшая позиция в чарте | Высшая позиция в чарте | Высшая позиция в чарте | Высшая позиция в чарте | Высшая позиция в чарте | Высшая позиция в чарте | Сертификация                                                                              | Альбом       |
| Название         | Год  | UK                     | AUS                    | CAN                    | IRE                    | ITA                    | NZ                     | SWE                    | US                     | Сертификация                                                                              | Альбом       |
| ---------------- | ---- | ---------------------- | ---------------------- | ---------------------- | ---------------------- | ---------------------- | ---------------------- | ---------------------- | ---------------------- | ----------------------------------------------------------------------------------------- | ------------ |
| «Sweet Creature» | 2017 | 46                     | 39                     | 69                     | 37                     | 85                     | 39                     | 95                     | 93                     | - BPI: Gold - ARIA: Platinum - FIMI: Platinum - GLF: Gold - MC: Platinum - RIAA: Platinum | Harry Styles |

## Другие песни в чартах
| Название                                                          | Год  | Высшая позиция | Высшая позиция | Высшая позиция | Высшая позиция | Высшая позиция | Высшая позиция | Высшая позиция | Сертификация                            | Альбом       |
| Название                                                          | Год  | UK             | AUS            | CAN            | IRE            | NZ             | SWE            | US             | Сертификация                            | Альбом       |
| ----------------------------------------------------------------- | ---- | -------------- | -------------- | -------------- | -------------- | -------------- | -------------- | -------------- | --------------------------------------- | ------------ |
| «Meet Me in the Hallway»                                          | 2017 | 64             | —              | 100            | 56             | —              | —              | —              | - RIAA: Gold                            | Harry Styles |
| «Carolina»                                                        | 2017 | 51             | —              | 83             | 49             | —              | —              | —              | - RIAA: Gold                            | Harry Styles |
| «Only Angel»                                                      | 2017 | 80             | —              | —              | 85             | —              | —              | —              | - RIAA: Gold                            | Harry Styles |
| «Ever Since New York»                                             | 2017 | 87             | —              | —              | 78             | —              | —              | —              | - RIAA: Gold                            | Harry Styles |
| «Woman»                                                           | 2017 | 99             | —              | —              | 87             | —              | —              | —              | - RIAA: Gold                            | Harry Styles |
| «From the Dining Table»                                           | 2017 | —              | —              | —              | 91             | —              | —              | —              | - ARIA: Gold - BPI: Silver - RIAA: Gold | Harry Styles |
| «Cherry»                                                          | 2019 | —              | 52             | 69             | —              | —              | —              | 84             | - BPI: Silver - MC: Gold - RIAA: Gold   | Fine Line    |
| «To Be So Lonely»                                                 | 2019 | —              | 69             | 88             | —              | —              | —              | —              | - MC: Gold - RIAA: Gold                 | Fine Line    |
| «She»                                                             | 2019 | —              | 70             | 90             | —              | —              | —              | 99             | - BPI: Silver - RIAA: Gold              | Fine Line    |
| «Sunflower, Vol. 6»                                               | 2019 | —              | 73             | 96             | —              | —              | —              | —              | - BPI: Silver - MC: Gold - RIAA: Gold   | Fine Line    |
| «Canyon Moon»                                                     | 2019 | —              | —              | —              | —              | —              | —              | —              | - RIAA: Gold                            | Fine Line    |
| «—» обозначает, что песня не попала в чарт или не была выпущенна. |      |                |                |                |                |                |                |                |                                         |              |

## Музыкальные видео
| Название                     | Год  | Режиссёр                 | Источник |
| ---------------------------- | ---- | ------------------------ | -------- |
| «Sign of the Times»          | 2017 | Woodkid                  | [ 89 ]   |
| «Kiwi»                       | 2017 | Крис Баретт и Люк Тейлор | [ 90 ]   |
| «Lights Up»                  | 2019 | Винсент Хейкок           | [ 91 ]   |
| «Adore You»                  | 2019 | Дэйв Мейерс              | [ 92 ]   |
| «Falling»                    | 2020 | Дэйв Мейерс              | [ 93 ]   |
| «Watermelon Sugar»           | 2020 | Брэдли и Пабло           | [ 94 ]   |
| «Golden»                     | 2020 | Бен Тернер и Гейб Тернер | [ 95 ]   |
| «Treat People with Kindness» | 2021 | Бен Тернер и Гейб Тернер | [ 96 ]   |
| «As It Was»                  | 2022 | Таня Муиньо              | [ 97 ]   |